# 鳥居睦子
鳥居 睦子（とりい むつこ、1961年11月8日 - ）は、関西を中心に活動するフリーアナウンサー。愛称はむっちゃん。

## 来歴・人物
兵庫県姫路市出身。兵庫県立姫路東高等学校を経て、関西大学社会学部在学中は社会心理学を専攻。卒業後の1984年に静岡放送（TBS系）へ入社し、3年ほど勤務。静岡放送退社後、フリーとなり活動の場を自身の出身地である関西に移す。以後、在阪などの主にラジオを中心に活動するが、2006年には一時休養し、当時担当していた全番組から離れた。のちに復帰し現在に至る。

## 現在の出演番組
いずれもMBSラジオの番組
- MBSみんなのフォーク（「MBSサンデースペシャル」「MBSマンデースペシャル」枠で不定期放送）

## 過去の出演番組
- おはよう朝日です（ABCテレビ、関西大学在学中にリポーターとしてレギュラー出演）

### 静岡放送アナウンサー時代
- モーニングダイヤル（ラジオ、平日の一部）
- とっとき情報925（テレビ、土曜日）
- 夕やけかわら版（テレビ、不定期）
- SBSお天気ガイド（テレビ、不定期）
- フリーステーション1.2.0（ラジオ、木曜日に不定期）

### フリーアナウンサー転身後
MBSラジオ
- マツダウィークエンドパーティー・土曜だアミーゴ！（土 21:30 - 22:00)
- ごめんやす馬場章夫です（月-金 朝のワイド番組）
- Radio THIS（日 深夜）
- 茶屋町音楽アワー（火 - 木、ナイターオフのみ）
- うきうきウィーク（日 17:45 - 18:00、2006年のナイターオフ）
- 夜はラジオと決めてます～大人な音楽館～（月 20:00 - 22:00、2012年度のナイターオフ）
- 日曜出勤生ラジオ（メインパーソナリティ）
- ノムラでノムラだ♪（番組開始から2011年3月まで木曜アシスタント、同年4月以降は月曜アシスタント）
- ありがとう浜村淳です（火～木曜→水～金曜アシスタント、2013年10月1日～2021年10月1日）
- Mラジ Morning Music（月 - 金 5:00 - 5:15）

その他
- ざっくばらん（奈良テレビ放送、毎週金曜 21:00 - 21:55、1995年から2006年の最終回まで司会を務めた）
- ABCミュージックパラダイス（ABCラジオ）
- たいむ6（ABCテレビ）
- 金曜いただきッ!（サンテレビ）
- ABCアシッド映画館（ABCラジオ、土 26:00-26:30）

## 関連人物
- 馬場章夫
- 増井孝子
- 桜井一枝
- 上田崇順
- 平野秀朗